# Kosova (Põlva)
Koordinaten: 58° 14′ N, 27° 2′ O
Kosova (deutsch Karlsberg) ist ein Dorf (estnisch küla) im Südosten Estlands. Es gehört zur Gemeinde Põlva (bis 2017 Ahja) im Kreis Põlva.

## Einwohnerschaft und Lage
Das Dorf hat 78 Einwohner (Stand 31. Dezember 2011).
Der Ort liegt 24 Kilometer südöstlich der zweitgrößten estnischen Stadt Tartu.